# Саламандра (алхимия)

Геральдическая саламандра

Салама́ндра (из фр. salamandre, из лат. salamandra из греч. σαλαμάνδρα; или непосредственно церк.-слав. форма из греч. σαλαμάνδρα; не исключено и то, что заимствовано из перс. سمندر (samandar): sām — «огонь», andarūn — «внутри») — в алхимии дух огня как первоэлемента — элементаль огня. Часто изображалась как маленькая ящерка саламандра, которая по поверьям могла жить в огне, поскольку у неё холодное тело, и она могла оказываться в костре и выползать из него, спрятавшись в подбрасываемом туда хворосте. Считалось, что если бросить её в костёр, он потухнет.
Саламандры отождествлялись в представлении средневековых магов и алхимиков с субстанцией огня. Характерная особенность саламандры — необыкновенный холод тела, позволяющий ей находиться в огне, не сгорая, а также тушить любое пламя.
Саламандра являлась символом красного воплощения философского камня. Считалось, что с помощью системы зеркал можно «кристаллизовать» энергию солнечных лучей в стеклянном сосуде и таким образом вызвать и подчинить своей воле саламандру.
Средневековая иконография использует образ саламандры в качестве символа праведника — хранителя веры среди превратностей бренного мира. Помещая саламандру на свой герб, его владелец, по сути, заявлял, что ему присуща стойкость, и он совершенно не боится опасности.

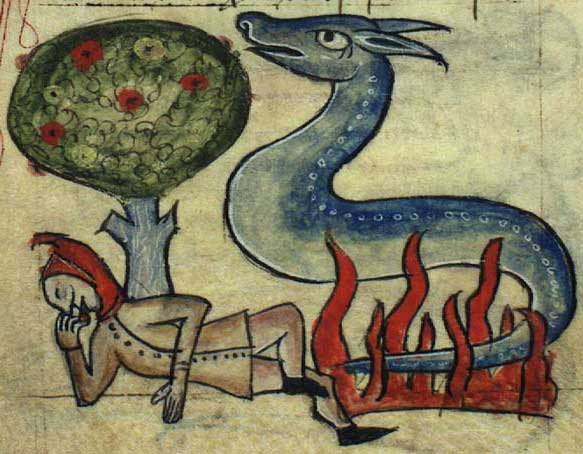
Алхимическое изображение саламандры

В литературе саламандры встречаются среди сказочных персонажей. К примеру, в сказке Э. Т. А. Гофмана «Золотой горшок» Архивариус Линдгорст оказывается князем духов и саламандрой. В сказочном цикле К. С. Льюиса «Хроники Нарнии» (повесть «Серебряное кресло») саламандры упоминаются как некие фантастические говорящие существа, раскаленные добела, живущие в огне и населяющие подземную страну Бисм, где они пророчески руководят жизнью гномов-подземцев. Саламандра в качестве символа также встречается на форме пожарных в романе Рэя Брэдбери 451 градус по Фаренгейту.
В 1846 году в России было учреждено Страховое от огня товарищество «Саламандра» (Гороховая улица, 4-6). На дверях (стенах) у застрахованных прибивались бляхи с изображением саламандры и девизом: «Горю, но не сгораю».